# Borgloon
Borgloon es una comuna de la región de Flandes, en la provincia de Limburgo, Bélgica. A 1 de enero de 2018 tenía una población estimada de 10 697 habitantes.
Se encuentra ubicada al noreste del país, en la cuenca hidrográfica del río Mosa y cerca de la frontera con Países Bajos.

## Demografía

### Evolución
Todos los datos históricos relativos al actual municipio, el siguiente gráfico refleja su evolución demográfica, incluyendo municipios después de efectuada la fusión el 1 de enero de 1977.
| Gráfica de evolución demográfica de Borgloon entre 1846 y 2020 |
|                                                                |